# پال توران
پال توران (به مجاری: Turán Pál) (۱۸ اوت ۱۹۱۰-۲۶ سپتامبر ۱۹۷۶) ریاضی‌دان مجارستانی است که در زمینه نظریه اعداد کار می‌کرد. او مشارکت‌های زیادی با ریاضی‌دان مجارستانی پل اردوش داشت، آن‌ها به مدت ۴۶ سال همکاری کردند، و ۲۸ مقاله مشترک داشتند.